# هولی دان
هولی دان (انگلیسی: Holly Dunn; ۲۲ اوت ۱۹۵۷ – ۱۴ نوامبر ۲۰۱۶) خواننده و ترانه‌نویس سبک کانتری اهل ایالات متحده آمریکا بود که بین سال‌های ۱۹۸۵ تا ۲۰۰۳ میلادی فعالیت می‌کرد.